# Andi Bajc
Andi Bajc, né le 14 novembre 1988, est un coureur cycliste slovène.

## Biographie
Andi Bajc commence sa carrière internationale avec l'équipe slovène Radenska Powerbar, où il reste jusqu'à la saison 2010. Il part ensuite en Turquie pendant deux ans, où il remporte une étape du Tour de Trakya et du Tour d'Alanya en 2011. À partir de 2013, il court en Autriche, d'abord pour l'équipe Amplatz-BMC et à partir de 2019 pour l'équipe Felbermayr Simplon Wels. Il remporte sa première course internationale en 2015 avec Belgrade-Banja Luka II. La même année, il gagne la quatrième étape du Tour de Hongrie, où il termine également deuxième au classement général. Son meilleur résultat pour l'équipe Felbermayr est une deuxième place dans une étape du Tour de Haute-Autriche en 2019.
En février 2022, Bajc met fin à sa carrière de coureur à l'âge de 33 ans. E 2023, il est membre de la direction sportive de l'équipe continentale allemande Santic-Wibatech.

## Palmarès
- 2011
  - 1re étape du Tour de Trakya
  - 2e étape du Tour d'Alanya
- 2013
  - 2e de la Mayor Cup
- 2014
  - Tour de Sebnitz
  - 3e de la Visegrad 4 Bicycle Race - GP Slovakia
- 2015
  - Belgrade-Banja Luka II
  - 4e étape du Tour de Hongrie
  - Rad-Bundesliga
  - 2e du Grand Prix Vorarlberg
  - 2e du Raiffeisen Grand Prix
  - 2e du Tour de Hongrie
  - 3e du Kirschblütenrennen
- 2016
  - Grand Prix Vorarlberg
  - Rad-Bundesliga
- 2017
  - 3e du Kirschblütenrennen
- 2019
  - 2e du Kirschblütenrennen

## Classements mondiaux
| Année           | 2010 | 2011 | 2012 | 2013 | 2014 | 2015 | 2016 | 2017   |
| --------------- | ---- | ---- | ---- | ---- | ---- | ---- | ---- | ------ |
| UCI Asia Tour   |      |      | 323e |      |      |      |      |        |
| UCI Europe Tour | 724e | 361e | 303e | 721e | 400e | 90e  | 819e | 1 267e |